# 宇山智彦
宇山 智彦（うやま ともひこ、1967年11月1日 - ）は、日本の中央アジア地域研究者、歴史学者、政治学者。北海道大学スラブ・ユーラシア研究センター教授。

## 略歴
- 1986年 - 筑波大学附属中学校・高等学校卒業
- 1989年〜1990年 - モスクワ大学歴史学部留学（ソ連政府奨学金）
- 1991年 - 東京大学教養学部教養学科卒業
- 1993年 - 東京大学大学院総合文化研究科修士課程修了
- 1994年〜1995年 - 在カザフスタン日本大使館専門調査員
- 1995年〜1996年 - カザフスタン科学アカデミー東洋学研究所客員研究員
- 1996年 - 東京大学大学院総合文化研究科博士課程中退
- 1996年 - 北海道大学スラブ研究センター助教授
- 2006年 - 北海道大学スラブ研究センター（現スラブ・ユーラシア研究センター）教授[1]
- 2012年5月〜2014年4月  - 北海道大学スラブ研究センター長（2014年4月1日付でのスラブ・ユーラシア研究センターへの改称を主導）[2]
- 2016年〜2024年 - 日本中央アジア学会会長[3]
- 2017年〜2020年 - 日本学術会議連携会員[4]
- 2020年 - 日本学術会議会員[5]

## 主張
- 2025年5月8日、フェイスブック（FB）で、日本学術会議を特殊法人化する政府提出法案を巡り4月の同会議の総会で「法律が通ることでこれまでとは違う人が入ってくる。文系には右に立っている人がいる。そういう人たちがここに入ってくる状態を許していいのか考える必要がある」などと述べた人物は自身だと明らかにした。現在の学術会議に関しては「政府と協力しつつ独立した立場を保てる研究者が会員になっている」、「共産党に連なるような左派の存在は全く感じられない。学術会議の外での法人化反対運動が軍学共同反対運動とかなり重なっていることもあり、学術会議もそのイメージで見られがちだ」と指摘した。問題の発言を巡って、法案を審議した7日の衆院内閣委員会で発言者名を伏せたまま「素直に解釈すると右の人に入ってほしくないととらえられる」「一定の政治的考えを持つ人を排除していたとの疑念が生じる」（平沼正二郎氏）など疑問視する声が自民党議員から上がっていた。[6]

## 受賞歴
- 2010年 - 第25回大同生命地域研究奨励賞を受賞。[7]
- 2022年 - カザフスタン共和国ドストゥク勲章を受章。[8]

## 著書[9]

### 単著
- 『中央アジアの歴史と現在』（東洋書店、2000年）

### 編著
- 『中央アジアを知るための60章』（明石書店、2003年）
- Empire, Islam, and Politics in Central Eurasia (Sapporo: Slavic Research Center, 2007)
- 『地域認識論：多民族空間の構造と表象（講座スラブ・ユーラシア学2）』（講談社、2008年）
- Asiatic Russia: Imperial Power in Regional and International Contexts (London: Routledge, 2011)
- 『ユーラシア近代帝国と現代世界（シリーズ・ユーラシア地域大国論4）』（ミネルヴァ書房、2016年）
- 『ロシア革命とソ連の世紀５　越境する革命と民族』（岩波書店、2017年）

### 共編著
- （岩﨑一郎・小松久男）『現代中央アジア論：変貌する政治・経済の深層』（日本評論社、2004年）
- （小松久男・梅村坦・帯谷知可・堀川徹）『中央ユーラシアを知る事典』（平凡社、2005年）
- （クリストファー・レン・廣瀬徹也）『日本の中央アジア外交：試される地域戦略』（北海道大学出版会、2009年）
- （塩川伸明・小松久男・沼野充義）『ユーラシア世界１ 〈東〉と〈西〉』（東京大学出版会、2012年）
- （藤本透子）『カザフスタンを知るための60章』（明石書店、2015年）
- （樋渡雅人）『現代中央アジア：政治・経済・社会』（日本評論社、2018年）

### 共訳書
- （須田将）カトリーヌ・プジョル『カザフスタン（文庫クセジュ904）』（白水社、2006年）